# Меркаторова пројекција
Меркаторова пројекција или ваљкаста конформна пројекција је цилиндрична картографска пројекција коју је увео фламански географ и картограф Герхард Меркатор.
Карта израђена овом пројекцијом је у своје време била највеће картографско остварење и користила је у навигационе сврхе. Комформност (очување углова) пројекције постигнута је на тај начин што су растојања између паралела изједначена са њиховим издужењем на тој географској ширини. Полове на овој карти није могуће приказати јер су издужења у тачки пола бесконачна. Карта се ради у две верзије помоћу додирног и секућег ваљка.
Растојање између подневака код додирног ваљка једнака су исправљеним луцима екватора. А код секућег ваљка, исправљеним луцима секуће паралеле. Комформност деформације постигнута је на рачун великих деформације дужина и површина.

## Обележја и историјски детаљи
Меркаторово издање из 1569. представљало је велику планисферу величине 202 са 124 cm те је штампано у осамнаест засебних листова. Као у свим цилиндричним пројекцијама паралеле и меридијани су равне линије нормалне једне на друге. Ради постизања наведеног долази до неизбежног растезања карте у источно-западном смеру, које се повећава пропорционално повећању удаљености од екватора, што је праћено одговарајућим растезањем у смеру севера и југа тако да свака локацијска тачка чини пројекцију конформном, а мерило у смеру истока односно запада једнако је мерилу у смеру севера односно југа. Меркаторова карта никад не може у потпуности да прикаже
поларна подручја јер линеарно мерило постаје бесконачно велико на половима. Будући да се ради о конформној пројекцији, углови око свих локација су очувани, али мерило стога варира од једног до другог места, искривљујући величину географских објеката. Ово је посебно важно, јер су подручја близу полова јаче погођена, те се пренос слике геометрије планета јаче искривљује приближавањем половима. На географским ширинама вишима од 70° јужно или северно Меркаторова пројекција практично је бескорисна.
Све линије константног смера (локсодроме, које чувају константност углова с меридијанима) приказане су праволинијским сегментима на Меркаторовој карти. Оне прецизно одговарају типу руте којом бродови обично плове морем и које користе компас за означавање географских смерова и управљање бродовима. Два обележја, конформност и праволинијске локсодроме, чине ову пројекцију јединствено прикладном за поморску навигацију: курсеви и смерови одређују се употребом руже ветрова или протрактора, а одговарајући смерови лако се преносе с тачке на тачку на карти уз помоћ паралелног лењира или пара навигацијских троуглова.
Назив и објашњења која је Меркатор приложио уз своју карту света (Nova et Aucta Orbis Terrae Descriptio ad Usum Navigatium Emendate: „нов и проширен опис Земље исправљен за навигацијску употребу”) показују да је изричито замишљена за кориштење поморске навигације. Иако аутор није објаснио методу конструкције, Меркатор је вероватно користио графичку методу, преносећи локсодроме претходно исцртане на глобусу на квадратни гратикул, затим прилагођавајући размаке међу паралелама тако да те линије постану праволинијске чиме је очувана сталност углова с меридијанима као и на глобусу.
Развој Меркаторове пројекције представљао је велик пробој у наутичкој картографији 16. века. Штавише, она је била далеко испред свог времена јер старе навигацијске и геодетске технике нису биле компатибилне с њеном употребом у навигацији. Два главна проблема спречавала су њену директну примену: немогућност одређивања географске дужине на мору с прикладном тачношћу и чињеницом да су се у навигацији користили магнетски смерови уместо географских смерова. Тек су средином 18. века изумом поморског хронометра и познавањем просторне дистрибуције магнетске деклинације навигатори могли у потпуности да прихвате Меркаторову пројекцију.
Неколико се аутора повезује с развојем Меркаторове пројекције:
- Немац Ерхард Ецлауб (1460–1532), урезао је минијатурну „компасну карту” (величине од око 10×8 cm) Европе и делова Африке, географске ширине 67°–0°, како би омогућио прилагођавање својих преносних џепних сунчаних сатова и деценијама се за њега говорило да је дизајнирао „пројекцију идентичну Меркаторовој”.
- Португалски математичар и козмограф Педро Нунес (1502–1578), први је описао локсодрому и њену употребу у поморској навигацији, те је предложио конструкцију неколико наутичких карата крупног мјерила у цилиндричној еквидистантној пројекцији како би приказао свет с минималном угаоним дисторзијом (1537).
- Енглески математичар Едвард Рајт (1558–1615), формализовао је математику Меркаторове пројекције (1599) и објавио поуздане табеле за њену конструкцију (1599, 1610).
- Енглески математичари Томас Хариот (1560–1621) и Хенри Бонд (1600–1678), независно су један од другог (1600 и 1645) повезали Меркаторову пројекцију с њеном модерном логаритамском формулом, касније потврђену рачуном.

## Математика пројекције
Следеће једначине одређују x и y координате тачке на Меркаторовој карти према њеној географској ширини φ и дужини λ (тако да је λ0 географска дужина у центру карте):
{\displaystyle {\begin{aligned}x&=\lambda -\lambda _{0}\\y&=\ln \left(\tan \left({\frac {\pi }{4}}+{\frac {\varphi }{2}}\right)\right)\\&={\frac {1}{2}}\ln \left({\frac {1+\sin(\varphi )}{1-\sin(\varphi )}}\right)\\&=\sinh ^{-1}\left(\tan(\varphi )\right)\\&=\tanh ^{-1}\left(\sin(\varphi )\right)\\&=\ln \left(\tan(\varphi )+\sec(\varphi )\right).\end{aligned}}}
Инверзија Гудерманове функције:
{\displaystyle {\begin{aligned}\varphi &=2\tan ^{-1}(e^{y})-{\frac {\pi }{2}}\\&=\tan ^{-1}(\sinh(y))\\\lambda &=x+\lambda _{0}.\end{aligned}}}
Мерило је пропорционално секансу географске ширине φ чиме оно постаје арбитрарно велико близу полова где је φ = ±90°. Штавише, као што се види из формула, координата y полова је плус или минус бесконачна.

## Деривација пројекције
Може се претпоставити сферична Земља. (Заправо је она благо спљоштена, али за карте малих размера разлика је безначајна. Ради веће прецизности умеће се конформна географска ширина.) Затим се трансформише географска ширина и дужина (λ, φ) у Картезијев систем (x, y) то јест „цилиндар (ваљак) тангенцијалан с екватором” (тј. x = λ) те конформан тако да је:
{\displaystyle {\frac {\partial x}{\partial \lambda }}=\cos(\varphi ){\frac {\partial y}{\partial \varphi }}}
{\displaystyle {\frac {\partial y}{\partial \lambda }}=-\cos(\varphi ){\frac {\partial x}{\partial \varphi }}}
Из x = λ се добија
{\displaystyle {\frac {\partial x}{\partial \lambda }}=1}
{\displaystyle {\frac {\partial x}{\partial \varphi }}=0}
што даје
{\displaystyle 1=\cos(\varphi ){\frac {\partial y}{\partial \varphi }}}
{\displaystyle 0={\frac {\partial y}{\partial \lambda }}}
Стога је y функција само φ са {\displaystyle y'=\sec \varphi } према којем табела интеграла даје
{\displaystyle y=\ln(|\sec(\varphi )+\tan(\varphi )|)+C.\,}
Прикладно је да на карти φ = 0 одговара y = 0, те се узима да је C = 0.

## Употребе
У свим картографским пројекцијама које покушавају да закривљену површину прилагоде равној плочи облик карте је заправо дисторзија правог изгледа Земљине површине. Меркаторова пројекција претерује у величини површина која се налазе далеко од екватора. На пример:
- Гренланд је приказан са отприлике једнаком површином копна као Африка иако је површина Африке приближно 14 пута већа од Гренланда.
- Аљаска је приказана сличном или незнатно већом копненом површином од Бразила иако је површина Бразила око 5 пута већа од Аљаске.
- Финска је већа у смеру сјевера и југа од Индије иако је заправо Индија много већа.

Иако се Меркаторова пројекција још увек налази у општој употреби у навигацији због својих јединствених обележја, картографи се слажу да није прикладна за карте великих подручја због њеног искривљавања површине копна. Сам је Меркатор користио еквивалентну синусоидну пројекцију за приказ релативних подручја. Као резултат ових критика модерни атласи више не користе Меркаторову пројекцију на картама света или за подручја удаљена од екватора, а уместо ње преферирају се цилиндричне пројекције или облике еквивалентних пројекција. Меркаторова пројекција још се увек користи за подручја близу екватора где је пак дисторзија минимална.
Арно Петерс покренуо је контроверзу када је предложио Гал-Петерсову пројекцију, незнатну модификацију Ламбертове цилиндричне еквивалентне пројекције као алтернативу Меркаторовој. Резолуцијом из 1989. седам је северноамеричких географских група обезвредило употребу свих правоугаоних координатних карата света укључујући Меркаторову и Гал-Петерсову.
Гугл мапе тренутно користе Меркаторову пројекцију у својим сликама карата. Упркос релативним дисторзијама мерила, Меркатор је прикладан за интерактивну карту света на којој је могуће зумирање спојених локалних карата јер долази до релативно мање дисторзије због конформне природе пројекције. (Гуглове сателиске мапе, у другу руку, су користиле цилиндричну еквидистантну пројекцију све до 22. јула 2005)
Плочасти систем Гуглових мапа приказује већину света на нивоу зума 0 као једну слику од 256 пикселних квадрата, искључујући поларне регије. Будући да Меркаторова координата x варира у распону од 2π, друга координата је лимитирана на -π ≤ y ≤ π због тога што је:
{\displaystyle {\frac {1}{2}}\ln {\bigg (}{\frac {1+\sin(\varphi )}{1-\sin(\varphi )}}{\bigg )}=\pm \pi \Rightarrow \varphi =\pm \arcsin {\bigg (}{\frac {\mathrm {e} ^{2\pi }-1}{\mathrm {e} ^{2\pi }+1}}{\bigg )}}
одговарајући екстрем латитуде φ = ±85,05113°. Вредности географске ширине изван овог распона уцртавају се на карту користећи други однос који не дивергира на φ = ±90°.